# Capparis atlantica
Capparis atlantica là một loài thực vật có hoa trong họ Capparaceae. Loài này được Inocencio, D.Rivera, Obón & Alcaraz mô tả khoa học đầu tiên năm 2006.